# Gà thịt
Gà thịt hay gà lấy thịt hay gà hướng thịt hay gà thịt thương phẩm là các giống gà được lai tạo, chọn lọc để chăn nuôi nhằm mục đích chuyên về việc sản xuất thịt gà.

## Đặc điểm chung
Gà hướng thịt có đặc điểm chung là tầm vóc lớn, tốc độ sinh trưởng nhanh, cơ thể có dạng hình khối vuông, bộ lông phát triển không ép sát vào thân, đầu to, cổ to ngắn, mỏ to chắc, ngực sâu rộng, lưng dài, rộng, phẳng, đùi lườn phát triển, xương thô, thành thục muộn, bản năng ấp bóng cao nên sản lượng trứng thấp (150-170 trứng/năm), khối lượng trứng lớn (58-60g/quả), thường có bản năng ấp trứng cao. Tỷ lệ thụ tinh và ấp nở thấp. Tính tình hiền lành, chậm chạp. Đại diện tiêu biểu cho hướng thịt là giống gà Cornic.
Gà hướng thịt thường có hình dạng cân đối, ngực sõu, chõn chắc, tiết diện hình vuông hay hình chữ nhật. Gà chuyên trứng lại có kết cấu thanh gọn, tiết diện hình tam giác. kích thước các chiều đo có tương quan với sức sản xuất của gà Broiler, độ lớn góc ngực, dài chân, dài đùi và đường kính ống chân có tương quan với khối lượng cơ thể.
Là những giống có tầm vóc lớn, trước đây đã nổi tiếng về khả năng cho thịt cao. Được sử dụng nhiều để tạo ra các giống gà chuyên thịt cao sản hiện nay. Màu lông đa dạng, tuổi thành thục muộn, sản lượng trứng thấp, trọng lượng trứng lớn. Gà sống khoảng sáu năm hay hơn, tuy nhiên gà nuôi lấy thịt thông thường chỉ mất sáu tuần là đạt được kích cỡ giết thịt. Gà nuôi thả vườn hay gà nuôi bằng thực phẩm hữu cơ thường bị giết mổ khi đạt 14 tuần tuổi. Các giống gà thịt hiện nay là gà công nghiệp lông trắng, giống gà chuyên thịt nổi tiếng thế giới hiện nay và là gà Ross, AA, Cobb, Hubbard, ISA, Lohmann, Hybro. Ngoài ra còn có gà Tam hoàng, gà Lương Phượng, gà ri, gà tàu vàng, gà Đông Cảo...

## Tổng quan
Gia cầm là loài cho sản phẩm thịt làm thực phẩm cho con người phổ biến nhất trên thế giới, chiếm khoảng 30% sản phẩm thịt trên toàn thế giới, đặc biệt là thịt gà. Trong cơ cấu chăn nuôi hiện nay thì sản lượng thịt lợn sản xuất ra chiếm tỷ lệ cao nhất (74%), thịt gà đứng thứ hai (17%) và thịt bò đứng thứ ba (9%). Việc tiêu thụ gà ở châu Mỹ vượt quá mức trung bình thế giới, năm 2014 mức tiêu thụ ở châu Mỹ vượt quá 40 kg so với mức1 5 kg của thế giới. Có nghĩa việc hấp thụ thịt gà là khoảng 88% của các con số thịt gia cầm đưa trung bình cho châu Mỹ vào khoảng 34 kg, so với con số toàn cầu tại 13 kg.
Tại Mỹ, việc tiêu thụ thịt gà ở Mỹ giảm mạnh từ 46 kg/ đầu người trong năm 2006 xuống còn 42 kg trong năm 2009 – tính theo thịt mổ. Sau đó tăng đến gần 44 kg trong năm 2011, nhưng rồi lại giảm trở lại 42,5 kg trong năm tiếp. Năm 2013, dự kiến tăng đến 43.2 kg, và ước tính sẽ tăng đáng kể, đến 44,2 kg cho năm 2014, khi người tiêu dùng chuyển từ thịt bò sang tiêu thụ thịt gà. Vào năm 2022 dự kiến sẽ đạt 45,3 kg /mỗi người. Ở Brazil, mức tăng nhu cầu tiêu thụ thịt gà tăng vào năm 2013. Việt Nam, trong năm 2010, sản lượng thịt gà của Việt Nam đứng thứ 15 trên tổng số 47 nước ở châu Á

## Tình hình
Gà là một trong những vật nuôi phổ biến nhất và phổ biến rộng rãi với dân số 19 tỷ con trong 2011, gà là loài có nhiều trên thế giới hơn bất kỳ loài chim khác. Gà thịt điển hình có lông trắng và da màu vàng. Hầu hết gà thịt thương mại giống để trọng lượng thịt giết mổ ở giữa tầm 5-7 tuần tuổi, mặc dù chủng tăng trưởng chậm đạt trọng lượng giết mổ khoảng 14 tuần tuổi. Vì độ tuổi trẻ này, nhiều hành vi và sinh lý của chúng là của một con chim chưa trưởng thành. Gà sống khoảng sáu năm hay hơn, tuy nhiên gà nuôi lấy thịt thông thường chỉ mất sáu tuần là đạt được kích cỡ giết thịt. Gà nuôi thả vườn hay gà nuôi bằng thực phẩm hữu cơ thường bị giết mổ khi đạt 14 tuần tuổi. Gà lông sau giết mổ chỉ còn khoảng 76% trọng lượng, tỉ lệ chuyển đổi thức ăn trong nuôi gà nói chung của các nước là 1,6 kg thức ăn thành 1 kg thịt và thức ăn chỉ chiếm khoảng 60 - 70% tổng chi phí nuôi gà.

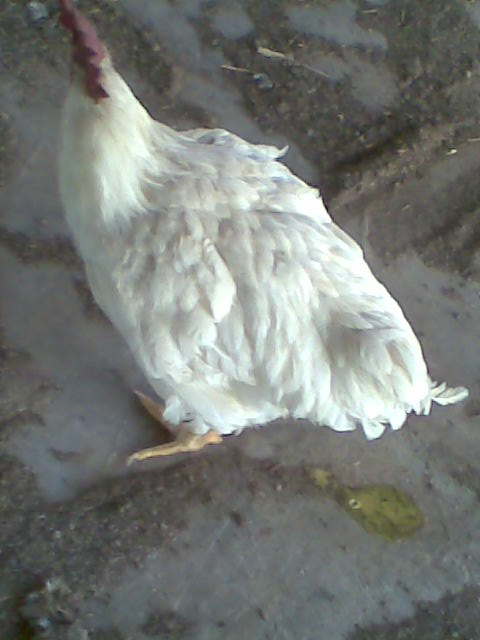
Một con gà thịt

Gà thịt và trứng gà đẻ là cùng loài và chia sẻ nhiều đặc điểm, tuy nhiên, do sự tăng trưởng nhanh chóng và lựa chọn cho cơ bắp ngực mở rộng, gà rất nhạy cảm với vấn đề khác nhau, đặc biệt là dị tật xương và rối loạn chức năng. Gà thịt thường được nuôi như một đàn hỗn hợp và giao phối trong nhà kho lớn trong điều kiện thâm canh, nhưng một số chủng có thể được phát triển như như mô hình chăn thả. Trước sự phát triển của thương mại hiện đại giống gà thịt là gà trống chủ yếu là gà choai chọn lọc. Vì gà thịt là cùng loài như gà lấy trứng, các tập tính của chúng là hành vi ban đầu tương tự, và cũng tương tự như của các loài chim thuộc về loài gà khác. Tuy nhiên, hành vi của gà thịt được điều chỉnh bởi môi trường và làm thay đổi như tuổi tác và trọng lượng cơ thể của gà thịt tăng nhanh chóng.
Gà là loài ăn tạp và gà thịt hiện đại được tiếp cận với một chế độ ăn uống đặc biệt thức ăn giàu protein, thường được qua một hệ thống cho ăn tự động và được kết hợp với điều kiện ánh sáng nhân tạo để kích thích tăng trưởng và do đó trọng lượng cơ thể mong muốn đạt được trong 4-8 tuần, tùy thuộc vào trọng lượng cơ thể gần đúng yêu cầu của nhà máy chế biến. Ở Mỹ trong năm 2011, tỷ lệ chuyển đổi thức ăn trung bình của một gà thịt là 1,91 £ thức ăn cho mỗi pound khối lượng sống. Năm 1925 con số này là 4,70.
Thông thường người ta sẽ thiến những con gà trống choai trở thành gà trống thiến, Gà trống tuy vóc dáng lớn hơn gà mái nhưng thịt gà trống thường dai, không ngon. Muốn vỗ gà trống cho béo thì người nuôi cần thiến gà bằng cách loại bỏ hai dịch hoàn là bộ phận sinh dục ở trong bụng gà. Kết quả là gà trống thiến bớt hung hăng, bớt hiếu động và dễ tăng cân. Thịt gà trống thiến vì vậy có tiếng là ngon mềm hơn. Người nuôi phải chọn con gà mới chập chững gáy để thiến. Từ thời điểm bị cắt 2 quả tinh hoàn, gà sẽ không còn hung hăng, không gáy, mồng teo lại, gà trống thiến to gấp 3-4 lần gà bình thường, thịt mềm nhưng săn chắc và ngọt, không nhão như thịt gà tây, có nhiều mỡ, da dày và giòn, sau khi luộc màu gà ngả vàng óng.

## Giá trị thịt
Ở một số nơi thuộc Việt Nam, vẫn có ý kiến và quan niệm về giá trị dinh dưỡng của thịt gà công nghiệp đặt trong mối tương quan so với giống gà nội địa hoặc các loại gà được chăn nuôi theo hình thức thả vườn hoặc nuôi một cách tự nhiên và vấn đề ăn gà công nghiệp tốt hơn gà thả vườn. Ở Việt Nam có những quan niệm khác nhau về giá trị dinh dưỡng của gà ta hơn gà công nghiệp, giá trị dinh dưỡng của các giống gà quý có tốt hơn gà thông thường và giá cả giống gà quý rất đắt (gà Đông Tảo, gà Mía, gà đồi Yên Thế có giống gà có giá đến cả chục triệu đồng/con. Không những thế, những con lai đời F2, F3 cũng có giá cao gấp nhiều lần gà ta, gà công nghiệp). Hiện nay các giống gà nội địa Việt Nam như gà Mía, gà đồi Yên Thế, gà Đông Tảo... được nhiều người ưa chuộng và thường có giá thành cao hơn gà ta, gà công nghiệp rất nhiều xuất phát từ chính thói quen về mặt khẩu vị của người dân Việt Nam.
Từ lâu ở Việt Nam, người dân luôn cho rằng thịt gà phải dai, chắc thịt mới là ngon. Để gà dai, chắc thịt thì thời gian phải nuôi phải lâu, càng lâu càng tốt, càng nuôi lâu thì lượng nước trong thịt càng giảm. Khi tỷ lệ nước ít, thịt sẽ khô, săn chắc hơn. Đây chính là lý do thịt gà Đông Tảo, gà đồi Yên Thế ăn chắc, dai hơn so với các loại gà khác. Ngoài ra các giống gà quý thường là gà được nuôi trong điều kiện chăn thả tự nhiên, thức ăn tự nhiên và thời gian nuôi lâu. Gà được vận động nhiều nên cơ chắc hơn. Cùng với đó là thời gian nuôi lâu, ví dụ như gà Đông Tảo giống thuần có thể nuôi đến cả năm, gà giống lai hay gà đồi Yên Thế thường nuôi 3-6 tháng, do đó việc ăn gà quý luôn cảm thấy dai, chắc hơn gà Đông Tảo, gà Mía, gà đồi Yên Thế... ăn ngon, chắc hơn so với các loại gà khác. Quan niệm của nhiều người cho rằng, ăn gà quý bổ hơn, có nhiều chất hơn.
Ngoài việc nhầm tưởng gà quý có chất lượng dinh dưỡng cao hơn các loại khác, nhiều người thậm chí còn nhầm lẫn giữa màu sắc của thịt gà. Nhiều người cho rằng, gà có thịt màu đỏ, hoặc màu nâu sậm mới là thịt ngon, còn thịt trắng thì ít chất dinh dưỡng, chính điều này khiến cho ở nhiều gia đình, miếng thịt đỏ, thịt nâu thì coi là miếng ngon, còn miếng thịt trắng thì bị thờ ơ, thịt đỏ thường là thịt ở vùng đùi, cổ do có nhiều vận động nên thịt chắc và dai hơn, ăn đúng là ngon hơn. Nhiều bà nội trợ vẫn chuộng gà ta hơn gà công nghiệp. Có những gia đình chỉ ăn gà ở quê gửi lên, chứ không dám mua gà ở thành phố Do tâm lý người tiêu dùng chuộng gà dai hơn gà công nghiệp và giá của các loại gà này cũng rẻ hơn so với gà tươi trong nước do đó từ lâu Việt Nam được coi là thị trường béo bở cho những sản phẩm tạp nham từ cổ, cánh gà và gần đây là gà dai loại thải từ Trung Quốc, Hàn Quốc, đây là những sản phẩm chỉ được các nước sử dụng để chế biến thức ăn gia súc do chất lượng kém, không đảm bảo an toàn vệ sinh thực phẩm. Gà thải loại Hàn Quốc có độ giòn, dai nên rất được nhiều người ưa thích chọn làm đồ nhắm.